# Lümeng (sockenhuvudort i Kina, Jiangxi Sheng, lat 29,27, long 117,17)
Lümeng är en sockenhuvudort i Kina. Den ligger i provinsen Jiangxi, i den sydöstra delen av landet, omkring 140 kilometer nordost om provinshuvudstaden Nanchang. Antalet invånare är 18 682. Befolkningen består av 8 753 kvinnor och 9 929 män. Barn under 15 år utgör 20,0 %, vuxna 15-64 år 74 %, och äldre över 65 år 4,0 %.
Runt Lümeng är det tätbefolkat, med 369 invånare per kvadratkilometer. Närmaste större samhälle är Jingdezhen, 4,5 km nordost om Lümeng. Runt Lümeng är det i huvudsak tätbebyggt.
Genomsnittlig årsnederbörd är 2 597 millimeter. Den regnigaste månaden är juni, med i genomsnitt 468 mm nederbörd, och den torraste är oktober, med 52 mm nederbörd.